# Suore della Sacra Famiglia di Spoleto
Le Suore della Sacra Famiglia di Spoleto sono un istituto religioso femminile di diritto pontificio.

## Storia
La congregazione venne fondata dal sacerdote Pietro Bonilli (1841-1935): parroco di Cannaiola di Trevi (Perugia), fu promotore della devozione alla Sacra Famiglia e istituì numerose associazioni intitolatele.
Nel 1887 aprì a Cannaiola un orfanotrofio e ne offrì la direzione alle Suore della Sacra Famiglia di Bergamo, fondate da Paola Elisabetta Cerioli, ma queste dovettero rifiutare l'invito; Bonilli decise quindi di creare una nuova congregazione e il 13 maggio 1888 le prime quattro postulanti, davanti all'arcivescovo di Spoleto Elvezio Pagliari, fecero la loro vestizione.
Le Suore della Sacra Famiglia di Spoleto ricevettero il pontificio decreto di lode l'8 marzo 1911: le loro costituzioni vennero definitivamente approvate dalla Santa Sede il 10 maggio 1932.

## Attività e diffusione
Le Suore della Sacra Famiglia si dedicano all'assistenza agli orfani, alla cura degli ammalati e degli handicappati e al sostegno agli emarginati.
Sono presenti in Italia, Brasile, Cile, Costa d'Avorio, El Salvador, Guatemala, India e Romania: la sede generalizia è a Roma.
Al 31 dicembre 2005 l'istituto contava 385 religiose in 58 case.